# Federazione cestistica del Nepal
La Federazione cestistica del Nepal è l'ente che controlla e organizza la pallacanestro in Nepal.
La federazione controlla inoltre la nazionale di pallacanestro del Nepal. Ha sede a Kathmandu e l'attuale presidente è Tendi Sherpa Lama.
È affiliata alla FIBA dal 2000 e organizza il campionato di pallacanestro del Nepal.